# 장성탄광 화재
장성탄광 화재 사고(長省炭鑛火災事故)는 1977년 11월 16일에 대한민국 강원도 삼척군 장성읍(현 태백시)의 장성탄광에서 일어난 화재 사고이다. 이 사고로 인해 12명이 사망하였으며, 220명이 부상하였다. 갱도에 매몰된 실종자를 찾아내는 데에 총 137시간이 걸렸으며, 마지막 날에 발견된 실종자 4명은 모두 사망한 채로 발견되었다.

## 같이 보기
- 평안 누층군
- 함백탄광 폭발 사고
- 은성탄광 화재